# Liste der Flaggen im Vogtlandkreis
Die Liste der Flaggen im Vogtlandkreis listet die aktuellen und historischen Kommunalflaggen im Vogtlandkreis auf. Erklärungen in Geschichte der Sächsischen Kommunalflaggen
| Kreis         | Hissflagge | Banner | Kommentare |
| ------------- | ---------- | ------ | --- |
| Vogtlandkreis |            |        | Genehmigt durch das Regierungspräsidium Chemnitz am 21. März 1996: „Die Flagge des Vogtlandkreis zeigt auf einer von Gelb und Schwarz längsgestreiften Flaggenbahn in der oberen Hälfte das Kreiswappen.“ |

## Städte und Gemeinden

### Adorf

Flagge nach Foto

Farbe 1930 genehmigt
Flagge seit 1934, 1992
Schmuckfahne

Flagge am 29. März 1999 genehmigt

ungenehmigte Flagge

Morgenröthe-Muldenkranz, Flagge am 16. September 1993 genehmigt

Neuensalz
Mechelgrün, am 1. Januar 1996 eingemeidet, Flagge am 7. Dezember 1992 genehmigt

Flagge wird inoffiziell benutzt

Flagge am 8. Mai 2024 genehmigt

Farben 1897 genehmigt
Flagge

Flagge, Nachweis 2023 und 2004

Farben 1896 genehmigt
Flagge nach Hauptsatzung von 1990

Auerbach

Farben im 19. Jahrhundert angenommen
Flagge am 1. Januar 1939 genehmigt

Farbe seit 1891
Flagge nach Foto

Bad Elster

Farben im 19. Jahrhundert angenommen
Flagge am 21. Januar 1936 genehmigt
Flagge nach Foto

Elsterberg
- Farben 1905 genehmigt[7]
- Flagge nach Foto[8]
- Schmuckfahne

Falkenstein

Farbe seit 1891
Flagge nach Foto

Grünbach
- Flagge nach Foto[10]

Klingenthal 
- Farbe 1930 genehmigt[11]
- Flagge seit 1934[12], 1992[13]
- Schmuckfahne[14]

Lengenfeld

Farben 1912 genehmigt
Flagge seit 1934

Limbach
- Flagge am 29. März 1999 genehmigt[17]

Markneukirchen

Farbe 1898 genehmigt
Flagge seit 1992

Muldenhammer

fusioniert am 1. Oktober 2009
- ungenehmigte Flagge[20]

- Morgenröthe-Muldenkranz, Flagge am 16. September 1993 genehmigt[21]

Netzschkau

Farben 1859 angenommen
Farben 1897 genehmigt
Flagge nach Foto

Neuensalz
- Neuensalz
- Mechelgrün, am 1. Januar 1996 eingemeidet, Flagge am 7. Dezember 1992 genehmigt[25]

Neustadt/Vogtl

Flagge nach Foto

Oelsnitz
- Farbe im 19. Jahrhundert angenommen[27]
- Farben 1897 genehmigt[28]
- Flagge seit 1993[29]

Pausa-Mühltroff

am 1. Januar 2013 fusioniert
- Flagge wird inoffiziell benutzt[30]

Farbe im 19. Jahrhundert angenommen
Farben 1905 genehmigt
Flagge seit 1993

- Pausa, Nachweis 2011[32]

Farben 1897 genehmigt
Pausa, Nachweis 2011
Farben 1897 genehmigt
Flagge von Mühltroff

Plauen
- Farben 1899 genehmigt[35]
- Flagge 1939 genehmigt[36]

Reichenbach im Vogtland

Farben 1897 genehmigt
Flagge Nachweis 1934
Wappen am 30. Juni 2003 genehmigt

Mylau, eingemeindet am 1. Januar 2016

Farben 1897 genehmigt
Flagge nach Foto
Schmuckfahne

Rodewisch

Die Reihenfolge der Farben ist unklar, es gibt Fotos mit rot-weißen Flaggen und umgekehrt.

Farben 1924 genehmigt
Flagge nach Foto

Farben 1924 genehmigt
Flagge vor 2020
Flagge seit 2020

Rosenbach
- Flagge am 8. Mai 2024 genehmigt[43]

Schöneck/Vogtl.

Farben 1899 genehmigt
Flagge
Schmuckfahne

Steinberg

Flagge nach Foto aus Hünfeld

Theuma

Inoffizielle Flagge

Treuen 
- Farben 1897 genehmigt[48]
- Flagge[49]

Weischlitz

am 1. Januar 2017 fusioniert
- Flagge, Nachweis 2023[50] und 2004